# Volleybox
Volleybox es un sitio web que sirve como una base de datos comunitaria de voleibol, abarcando información sobre voleibolistas, clubes, ligas, resultados de partidos, entre otros aspectos.

## Historia
Fue fundada en 2007 por Krzysztof Galanek en Sosnowiec, Polonia. Inicialmente llamada Volleyball-Movies, surgió como una base de datos colaborativa para aficionados y profesionales del voleibol. Su creación respondió a la falta de espacios digitales dedicados a recopilar y compartir material audiovisual sobre voleibol, tras la experiencia de su fundador grabando partidos amateur.
En sus inicios, la plataforma permitía a los usuarios sugerir y visualizar videos, destacando el primer contenido subido, protagonizado por Marshall, que contribuyó a su rápida difusión.
Con el tiempo, la plataforma cambió su nombre a Volleybox en 2019, ampliando su alcance más allá del contenido audiovisual. Incorporó bases de datos de jugadores y personal técnico, sistemas de clasificación, reseñas de clubes, estadísticas de partidos y noticias sobre traspasos. También incluyó foros de discusión, juegos de predicción, un mercado laboral especializado y herramientas para personalizar perfiles. La traducción a varios idiomas y la adición de funciones como el modo oscuro y votaciones para MVP reflejaron su evolución hacia una herramienta más integral para la comunidad global de voleibol.

## Descripción
A 2025 cuenta con más de 124 800 usuarios únicos registrados, de los cuales, más de 30 600 son voleibolistas profesionales y más de 6035 son entrenadores. Al ser una base de datos comunitaria, cualquiera de los usuarios registrados puede agregar información sobre voleibolistas, entrenadores, miembros del staff, clubes, ligas y copas, resultados, entre otros.
De la misma forma, la web cuenta con un apartado de predicciones.

## Clasificación mundial
Cuenta con un ranking de clasificación mundial para clubes y voleibolistas.